# Bái Âm Đạt Lý
Bái Âm Đạt Lý (tiếng Mãn: ᠪᠠᡳᠨᡩᠠᡵᡳ, phiên âm: Baindari; tiếng Trung: 拜音達里; bính âm: Bàiyīndálǐ; ? – 1607) là Huy Phát Bối lặc của người Nữ Chân.

## Cuộc đời
Bái Âm Đạt Lý không rõ năm sinh, là con cháu nội của Huy Phát Bối lặc Vương Cơ Trử, cha ông mất sớm. Sau khi Vương Cơ Trử qua đời, ông giết tất cả 7 vị thúc bá, tự lập làm Bối lặc. Năm Vạn Lịch thứ 21 (1593), ông đưa Huy Phát nhập vào liên minh cùng Diệp Hách, Cáp Đạt, Ô Lạp và các bộ lạc Mông Cổ là Khoa Nhĩ Thấm, Tích Bá, Quái Lặc Sát, Châu Xá Lý và Nột Ân tấn công Kiến Châu Nữ Chân của Nỗ Nhĩ Cáp Xích, sử thường gọi "Cổ Lặc Sơn chi chiến". Liên minh này do Nạp Lâm Bố Lộc của Diệp Hách lãnh đạo. Tuy nhiên liên quân đã thất bại trong trận Cổ Lặc Sơn.
Năm thứ 23 (1595), Nỗ Nhĩ Cáp Xích trả đũa bằng cách giết chết hai tướng của Bái Âm Đạt Lý và chiếm thành Dobi. Năm thứ 25 (1597), các bộ lạc Hỗ Luân chấp thuận thỏa ước đình chiến với Nỗ Nhĩ Cáp Xích và sau đó là với Bái Âm Đạt Lý. Huy Phát có lãnh thổ nằm giữa Diệp Hách và trung tâm các hoạt động của Nỗ Nhĩ Cáp Xích, dao động trong việc trung thành với ai, song cuối cùng ông đã lựa chọn chống cả hai bên. Năm 31 (1607), Nỗ Nhĩ Cáp Xích đã chinh phạt Huy Phát, giết chết Bái Âm Đạt Lý và con trai, Huy Phát diệt vong.